# Shirdley Hill
Shirdley Hill – wieś w Anglii, w hrabstwie Lancashire, w dystrykcie West Lancashire. Leży 52 km na zachód od miasta Manchester i 303 km na północny zachód od Londynu.